# IJslands voetbalelftal (vrouwen)
Het IJslands vrouwenvoetbalelftal is een voetbalteam dat uitkomt voor IJsland bij internationale wedstrijden, zoals het Europees kampioenschap

## Prestaties op eindronden

### Wereldkampioenschap
| Jaar   | Resultaat           | Wed                 | W                   | G                   | V                   | DV                  | DT                  |
| ------ | ------------------- | ------------------- | ------------------- | ------------------- | ------------------- | ------------------- | ------------------- |
| 1991   | Niet gekwalificeerd | Niet gekwalificeerd | Niet gekwalificeerd | Niet gekwalificeerd | Niet gekwalificeerd | Niet gekwalificeerd | Niet gekwalificeerd |
| 1995   | Niet gekwalificeerd | Niet gekwalificeerd | Niet gekwalificeerd | Niet gekwalificeerd | Niet gekwalificeerd | Niet gekwalificeerd | Niet gekwalificeerd |
| 1999   | Niet gekwalificeerd | Niet gekwalificeerd | Niet gekwalificeerd | Niet gekwalificeerd | Niet gekwalificeerd | Niet gekwalificeerd | Niet gekwalificeerd |
| 2003   | Niet gekwalificeerd | Niet gekwalificeerd | Niet gekwalificeerd | Niet gekwalificeerd | Niet gekwalificeerd | Niet gekwalificeerd | Niet gekwalificeerd |
| 2007   | Niet gekwalificeerd | Niet gekwalificeerd | Niet gekwalificeerd | Niet gekwalificeerd | Niet gekwalificeerd | Niet gekwalificeerd | Niet gekwalificeerd |
| 2011   | Niet gekwalificeerd | Niet gekwalificeerd | Niet gekwalificeerd | Niet gekwalificeerd | Niet gekwalificeerd | Niet gekwalificeerd | Niet gekwalificeerd |
| 2015   | Niet gekwalificeerd | Niet gekwalificeerd | Niet gekwalificeerd | Niet gekwalificeerd | Niet gekwalificeerd | Niet gekwalificeerd | Niet gekwalificeerd |
| 2019   | Niet gekwalificeerd | Niet gekwalificeerd | Niet gekwalificeerd | Niet gekwalificeerd | Niet gekwalificeerd | Niet gekwalificeerd | Niet gekwalificeerd |
| / 2023 | Niet gekwalificeerd | Niet gekwalificeerd | Niet gekwalificeerd | Niet gekwalificeerd | Niet gekwalificeerd | Niet gekwalificeerd | Niet gekwalificeerd |
| Totaal | 0/9                 | 0                   | 0                   | 0                   | 0                   | 0                   | 0                   |

### Europees kampioenschap
| Jaar   | Resultaat                         | Wed                               | W                                 | G                                 | V                                 | DV                                | DT                                |
| ------ | --------------------------------- | --------------------------------- | --------------------------------- | --------------------------------- | --------------------------------- | --------------------------------- | --------------------------------- |
| 1984   | Niet deelgenomen aan kwalificatie | Niet deelgenomen aan kwalificatie | Niet deelgenomen aan kwalificatie | Niet deelgenomen aan kwalificatie | Niet deelgenomen aan kwalificatie | Niet deelgenomen aan kwalificatie | Niet deelgenomen aan kwalificatie |
| 1987   | Niet deelgenomen aan kwalificatie | Niet deelgenomen aan kwalificatie | Niet deelgenomen aan kwalificatie | Niet deelgenomen aan kwalificatie | Niet deelgenomen aan kwalificatie | Niet deelgenomen aan kwalificatie | Niet deelgenomen aan kwalificatie |
| 1989   | Niet deelgenomen aan kwalificatie | Niet deelgenomen aan kwalificatie | Niet deelgenomen aan kwalificatie | Niet deelgenomen aan kwalificatie | Niet deelgenomen aan kwalificatie | Niet deelgenomen aan kwalificatie | Niet deelgenomen aan kwalificatie |
| 1991   | Niet deelgenomen aan kwalificatie | Niet deelgenomen aan kwalificatie | Niet deelgenomen aan kwalificatie | Niet deelgenomen aan kwalificatie | Niet deelgenomen aan kwalificatie | Niet deelgenomen aan kwalificatie | Niet deelgenomen aan kwalificatie |
| 1993   | Niet gekwalificeerd               | Niet gekwalificeerd               | Niet gekwalificeerd               | Niet gekwalificeerd               | Niet gekwalificeerd               | Niet gekwalificeerd               | Niet gekwalificeerd               |
| 1995   | Niet gekwalificeerd               | Niet gekwalificeerd               | Niet gekwalificeerd               | Niet gekwalificeerd               | Niet gekwalificeerd               | Niet gekwalificeerd               | Niet gekwalificeerd               |
| 1997   | Niet gekwalificeerd               | Niet gekwalificeerd               | Niet gekwalificeerd               | Niet gekwalificeerd               | Niet gekwalificeerd               | Niet gekwalificeerd               | Niet gekwalificeerd               |
| 2001   | Niet gekwalificeerd               | Niet gekwalificeerd               | Niet gekwalificeerd               | Niet gekwalificeerd               | Niet gekwalificeerd               | Niet gekwalificeerd               | Niet gekwalificeerd               |
| 2005   | Niet gekwalificeerd               | Niet gekwalificeerd               | Niet gekwalificeerd               | Niet gekwalificeerd               | Niet gekwalificeerd               | Niet gekwalificeerd               | Niet gekwalificeerd               |
| 2009   | Groepsfase                        | 3                                 | 0                                 | 0                                 | 3                                 | 1                                 | 5                                 |
| 2013   | Kwartfinale                       | 4                                 | 1                                 | 1                                 | 2                                 | 2                                 | 8                                 |
| 2017   | Groepsfase                        | 3                                 | 0                                 | 0                                 | 3                                 | 1                                 | 6                                 |
| 2022   | Groepsfase                        | 3                                 | 0                                 | 3                                 | 0                                 | 3                                 | 3                                 |
| 2025   | Groepsfase                        | 3                                 | 0                                 | 0                                 | 3                                 | 3                                 | 7                                 |
| Totaal | 5/14                              | 16                                | 1                                 | 4                                 | 11                                | 10                                | 29                                |

## Selecties

### Europees kampioenschap
| Selectie van IJsland bij het EK 2009 | Selectie van IJsland bij het EK 2009 | Selectie van IJsland bij het EK 2009 | Selectie van IJsland bij het EK 2009 | Selectie van IJsland bij het EK 2009 | Selectie van IJsland bij het EK 2009 | Selectie van IJsland bij het EK 2009 | Selectie van IJsland bij het EK 2009 | Selectie van IJsland bij het EK 2009 |
| №                                    | Naam                                 | Wed.                                 | Dlpnt.                               | Club                                 |                                      |                                      |                                      |                                      |
| ------------------------------------ | ------------------------------------ | ------------------------------------ | ------------------------------------ | ------------------------------------ | ------------------------------------ | ------------------------------------ | ------------------------------------ | ------------------------------------ |
| Doel                                 |                                      |                                      |                                      |                                      |                                      |                                      |                                      |                                      |
| 1                                    | Þóra Helgadóttir                     |                                      |                                      | Kolbotn IL                           |                                      |                                      |                                      |                                      |
| 13                                   | Guðbjörg Gunnarsdóttir               |                                      |                                      | Djurgårdens IF                       |                                      |                                      |                                      |                                      |
| 22                                   | Sandra Sigurðardóttir                |                                      |                                      | UMF Stjarnan                         |                                      |                                      |                                      |                                      |
| Verdediging                          |                                      |                                      |                                      |                                      |                                      |                                      |                                      |                                      |
| 2                                    | Guðrún Gunnarsdóttir                 |                                      |                                      | Djurgårdens IF                       |                                      |                                      |                                      |                                      |
| 3                                    | Ólína Viðarsdóttir                   |                                      |                                      | KIF Örebro DFF                       |                                      |                                      |                                      |                                      |
| 5                                    | Ásta Árnadóttir                      |                                      |                                      | Tyresö FF                            |                                      |                                      |                                      |                                      |
| 8                                    | Katrín Jónsdóttir                    |                                      |                                      | Valur Reykjavík                      |                                      |                                      |                                      |                                      |
| 14                                   | Erna Sigurðardóttir                  |                                      |                                      | Breiðablik                           |                                      |                                      |                                      |                                      |
| 18                                   | Rakel Hönnudóttir                    |                                      |                                      | Þór Akureyri                         |                                      |                                      |                                      |                                      |
| 19                                   | Sif Atladóttir                       |                                      |                                      | Valur Reykjaviík                     |                                      |                                      |                                      |                                      |
| Middenveld                           |                                      |                                      |                                      |                                      |                                      |                                      |                                      |                                      |
| 4                                    | Edda Garðarsdóttir                   |                                      |                                      | KIF Örebro DFF                       |                                      |                                      |                                      |                                      |
| 6                                    | Hólmfríður Magnúsdóttir              |                                      |                                      | Kristianstads DFF                    |                                      |                                      |                                      |                                      |
| 7                                    | Dóra Stefánsdóttir                   |                                      |                                      | LdB FC Malmö                         |                                      |                                      |                                      |                                      |
| 10                                   | Dóra María Lárusdóttir               |                                      |                                      | Valur Reykjavík                      |                                      |                                      |                                      |                                      |
| 11                                   | Sara Björk Gunnarsdóttir             |                                      |                                      | Breiðablik                           |                                      |                                      |                                      |                                      |
| 15                                   | Katrín Ómarsdóttir                   |                                      |                                      | Golden Bears                         |                                      |                                      |                                      |                                      |
| 16                                   | Rakel Logadóttir                     |                                      |                                      | Valur Reykjavík                      |                                      |                                      |                                      |                                      |
| 17                                   | Erla Arnardóttir                     |                                      |                                      | Kristianstads DFF                    |                                      |                                      |                                      |                                      |
| Aanval                               |                                      |                                      |                                      |                                      |                                      |                                      |                                      |                                      |
| 9                                    | Margrét Viðarsdóttir                 |                                      |                                      | Kristianstads DFF                    |                                      |                                      |                                      |                                      |
| 12                                   | Guðný Björk Óðinsdóttir              |                                      |                                      | Kristianstads DFF                    |                                      |                                      |                                      |                                      |
| 20                                   | Fanndís Friðriksdóttir               |                                      |                                      |                                      |                                      |                                      |                                      |                                      |
| 21                                   | Kristín Ýr Bjarnadóttir              |                                      |                                      | Valur Reykjavík                      |                                      |                                      |                                      |                                      |
| Bondscoach: Sigurður Eyjólfsson      |                                      |                                      |                                      |                                      |                                      |                                      |                                      |                                      |

| Selectie van IJsland bij het EK 2013 | Selectie van IJsland bij het EK 2013 | Selectie van IJsland bij het EK 2013 | Selectie van IJsland bij het EK 2013 | Selectie van IJsland bij het EK 2013 | Selectie van IJsland bij het EK 2013 | Selectie van IJsland bij het EK 2013 | Selectie van IJsland bij het EK 2013 | Selectie van IJsland bij het EK 2013 |
| №                                    | Naam                                 | Wed.                                 | Dlpnt.                               | Club                                 |                                      |                                      |                                      |                                      |
| ------------------------------------ | ------------------------------------ | ------------------------------------ | ------------------------------------ | ------------------------------------ | ------------------------------------ | ------------------------------------ | ------------------------------------ | ------------------------------------ |
| Doel                                 |                                      |                                      |                                      |                                      |                                      |                                      |                                      |                                      |
| 1                                    | Þóra Helgadóttir                     |                                      |                                      | LdB FC Malmö                         |                                      |                                      |                                      |                                      |
| 12                                   | Sandra Sigurðardóttir                |                                      |                                      | UMF Stjarnan                         |                                      |                                      |                                      |                                      |
| 13                                   | Guðbjörg Gunnarsdóttir               |                                      |                                      | Avaldsnes IL                         |                                      |                                      |                                      |                                      |
| Verdediging                          |                                      |                                      |                                      |                                      |                                      |                                      |                                      |                                      |
| 2                                    | Sif Atladóttir                       |                                      |                                      | Kristianstads DFF                    |                                      |                                      |                                      |                                      |
| 3                                    | Ólína Viðarsdóttir                   |                                      |                                      | Valur Reykjavík                      |                                      |                                      |                                      |                                      |
| 4                                    | Glódís Perla Viggósdóttir            |                                      |                                      | UMF Stjarnan                         |                                      |                                      |                                      |                                      |
| 8                                    | Katrín Jónsdóttir                    |                                      |                                      | Umeå IK FF                           |                                      |                                      |                                      |                                      |
| 15                                   | Anna Kristjánsdóttir                 |                                      |                                      | UMF Stjarnan                         |                                      |                                      |                                      |                                      |
| 17                                   | Elísa Viðarsdóttir                   |                                      |                                      | ÍB Vestmannaeyja                     |                                      |                                      |                                      |                                      |
| 21                                   | Soffía Gunnarsdóttir                 |                                      |                                      | UMF Stjarnan                         |                                      |                                      |                                      |                                      |
| Middenveld                           |                                      |                                      |                                      |                                      |                                      |                                      |                                      |                                      |
| 5                                    | Hallbera Guðný Gísladóttir           |                                      |                                      | Piteå IF                             |                                      |                                      |                                      |                                      |
| 6                                    | Hólmfríður Magnúsdóttir              |                                      |                                      | Avaldsnes IL                         |                                      |                                      |                                      |                                      |
| 7                                    | Sara Björk Gunnarsdóttir             |                                      |                                      | LdB FC Malmö                         |                                      |                                      |                                      |                                      |
| 11                                   | Katrín Ómarsdóttir                   |                                      |                                      | Liverpool LFC                        |                                      |                                      |                                      |                                      |
| 18                                   | Guðný Björk Óðinsdóttir              |                                      |                                      | Kristianstads DFF                    |                                      |                                      |                                      |                                      |
| 20                                   | Þórunn Jónsdóttir                    |                                      |                                      | Avaldsnes IL                         |                                      |                                      |                                      |                                      |
| Aanval                               |                                      |                                      |                                      |                                      |                                      |                                      |                                      |                                      |
| 9                                    | Margrét Viðarsdóttir                 |                                      |                                      | Kristianstads DFF                    |                                      |                                      |                                      |                                      |
| 10                                   | Dóra María Lárusdóttir               |                                      |                                      | Valur Reykjavík                      |                                      |                                      |                                      |                                      |
| 14                                   | Dagný Brynjarsdóttir                 |                                      |                                      | Valur Reykjavík                      |                                      |                                      |                                      |                                      |
| 16                                   | Harpa Þorsteinsdóttir                |                                      |                                      | UMF Stjarnan                         |                                      |                                      |                                      |                                      |
| 19                                   | Fanndís Friðriksdóttir               |                                      |                                      | Kolbotn IL                           |                                      |                                      |                                      |                                      |
| 22                                   | Rakel Hönnudóttir                    |                                      |                                      | Breiðablik                           |                                      |                                      |                                      |                                      |
| 23                                   | Elín Metta Jensen                    |                                      |                                      | Valur Reykjavík                      |                                      |                                      |                                      |                                      |
| Bondscoach: Sigurður Eyjólfsson      |                                      |                                      |                                      |                                      |                                      |                                      |                                      |                                      |

| Doel                            |                               |   |     |                     |
| 1                               | Guðbjörg Gunnarsdóttir        | 3 | - 6 | Djurgårdens IF      |
| 12                              | Sandra Sigurðardóttir         |   |     | Valur Reykjavík     |
| 13                              | Sonný Lára Þráinsdóttir       |   |     | Breiðabli           |
| Verdediging                     |                               |   |     |                     |
| 2                               | Sif Atladóttir                | 3 | 0   | Kristianstads DFF   |
| 3                               | Ingibjörg Sigurdardóttir      | 2 | 0   | Breiðabli           |
| 4                               | Glódís Viggósdóttir           | 3 | 0   | FC Rosengård        |
| 11                              | Hallbera Gísladóttir          | 3 | 0   | Djurgårdens IF      |
| 14                              | Málfríður Erna Sigurðardóttir |   |     | Valur Reykjavík     |
| 19                              | Anna Kristjánsdóttir          | 1 | 0   | IF Limhamn Bunkeflo |
| 21                              | Arna Sif Ásgrímsdóttir        |   |     | Valur Reykjavík     |
| 22                              | Rakel Hönnudóttir             |   |     | Breiðabli           |
| Middenveld                      |                               |   |     |                     |
| 5                               | Gunnhildur Yrsa Jónsdóttir    | 3 | 0   | Vålerenga IF        |
| 6                               | Hólmfríður Magnúsdóttir       | 3 | 0   | KR Reykjavík        |
| 7                               | Sara Björk Gunnarsdóttir      | 3 | 0   | VfL Wolfsburg       |
| 8                               | Sigríður Lára Garðarsdóttir   | 2 | 0   | ÍB Vestmannaeyja    |
| 10                              | Dagný Brynjarsdóttir          | 3 | 0   | Portland Thorns     |
| Aanval                          |                               |   |     |                     |
| 9                               | Katrín Ásbjörnsdóttir         | 2 | 0   | UMF Stjarnan        |
| 15                              | Elín Metta Jensen             | 1 | 0   | Valur Reykjavík     |
| 16                              | Harpa Þorsteinsdóttir         | 3 | 0   | UMF Stjarnan        |
| 17                              | Agla María Albertsdóttir      | 3 | 0   | UMF Stjarnan        |
| 18                              | Sandra Jessen                 | 1 | 0   | Þór Akureyri        |
| 20                              | Berglind Þorvaldsdóttir       | 1 | 0   | Breiðabli           |
| 23                              | Fanndís Friðriksdóttir        | 3 | 1   | Breiðabli           |
| Bondscoach: Freyr Alexandersson |                               |   |     |                     |

KSÍ · A-internationals · Bondscoaches · Statistieken · IJslands vrouwenelftal · Olympisch elftal · IJsland U21 · IJsland U20 · IJsland U19 · IJsland U18 · IJsland U17 · IJsland U16 · Vrouwen U17
1946 – 1949 · 1950 – 1959 · 1960 – 1969 · 1970 – 1979 · 1980 – 1989 · 1990 – 1999 · 2000 – 2009 · 2010 – 2019 · 2020 − 2029
EK 2016
WK 2018
1946 · 1947 · 1948 · 1949 · 1950 · 1951 · 1952 · 1953 · 1954 · 1955 · 1956 · 1957 · 1958 · 1959 · 1960 · 1961 · 1962 · 1963 · 1964 · 1965 · 1966 · 1967 · 1968 · 1969 · 1970 · 1971 · 1972 · 1973 · 1974 · 1975 · 1976 · 1977 · 1978 · 1979 · 1980 · 1981 · 1982 · 1983 · 1984 · 1985 · 1986 · 1987 · 1988 · 1989 · 1990 · 1991 · 1992 · 1993 · 1994 · 1995 · 1996 · 1997 · 1998 · 1999 · 2000 · 2001 · 2002 · 2003 · 2004 · 2005 · 2006 · 2007 · 2008 · 2009 · 2010 · 2011 · 2012 · 2013 · 2014 · 2015 · 2016 · 2017 · 2018 · 2019 · 2020 · 2021 · 2022 · 2023 · 2024
Albanië ·
Andorra ·
Argentinië ·
Armenië ·
Azerbeidzjan ·
Bahrein ·
België ·
Bermuda ·
Bolivia ·
Bosnië en Herzegovina ·
Brazilië ·
Bulgarije ·
Canada ·
Chili ·
China ·
Cyprus ·
Denemarken ·
DDR ·
Duitsland ·
El Salvador ·
Engeland ·
Estland ·
Faeröer ·
Finland ·
Frankrijk ·
Georgië ·
Ghana ·
Griekenland ·
Guatemala ·
Honduras ·
Hongarije ·
Ierland ·
India ·
Iran ·
Israël ·
Italië ·
Japan ·
Kazachstan ·
Koeweit ·
Kosovo ·
Kroatië ·
Letland ·
Liechtenstein ·
Litouwen ·
Luxemburg ·
Malta ·
Mexico ·
Moldavië ·
Montenegro ·
Nederland ·
Nigeria ·
Noord-Ierland ·
Noord-Macedonië ·
Noorwegen ·
Oeganda ·
Oekraïne ·
Oostenrijk ·
Peru · 
Polen ·
Portugal ·
Qatar ·
Roemenië ·
Rusland ·
San Marino ·
Saoedi-Arabië ·
Schotland ·
Slovenië ·
Slowakije ·
Sovjet-Unie ·
Spanje ·
Trinidad en Tobago ·
Tsjechië ·
Tsjecho-Slowakije ·
Tunesië ·
Turkije ·
Venezuela ·
Verenigde Arabische Emiraten ·
Verenigde Staten ·
Wales ·
Wit-Rusland ·
Zuid-Afrika ·
Zuid-Korea ·
Zweden ·
Zwitserland
Argentinië (2018) ·
Engeland (2016) · 
Hongarije (2016) ·
Kroatië (2018) ·
Nigeria (2018) · 
Portugal (2016)